# Fritz Georg Dietrich
Fritz Georg Dietrich (* 16. November 1870 in Dresden; † 23. Oktober 1938 in Naunhof bei Leipzig) war ein deutscher Schriftsteller, Schauspieler und Theaterregisseur.

## Leben
Fritz Dietrich war der Sohn des Historienmalers Anton Dietrich (1833–1904), der in Dresden ein Atelier betrieb und später einen Ruf an die  Ruf Kunstakademie in Leipzig annahm. So wuchs Fritz Georg zunächst in Dresden und dann in Leipzig auf. Er war erst als Schauspieler und Regisseur tätig und lebte ab 1918 bis zu seinem Tod als Bühnenschriftsteller in der Nähe von Leipzig, wo er zuletzt in Naunhof in der Waldstraße 20 das Haus Weimar besaß, an dem heute eine Gedenktafel an ihn erinnert.

## Werk (Auswahl)
Am Hoftheater des Herzogs von Sachsen-Weimar wurde am 10. Oktober 1918 sein Stück „Der  Kuckuck“ uraufgeführt. 1926 erschien Anno dazumal. Ein heiterer Roman. Illustrierte Kapitelanfänge. Jachner & Fischer Verlag, Leipzig 1926. Im Jahr der Machtergreifung der Nationalsozialisten publizierte er 1933 das Schauspiel Der Frauendrache. Zuvor hatte er u. a. das Schauspiel in zwei Akten aus der Zeit der Befreiungskriege Vom Pflug zum Schwert verfasst.